# Fondazione europea per la formazione professionale
La Fondazione europea per la formazione professionale (ETF) è un'agenzia dell'Unione europea. Istituita nel 1990 e operativa dal 1994, ha sede a Torino.
L'ETF aiuta a migliorare i sistemi di formazione professionale nei paesi extra-UE, soprattutto nelle regioni limitrofe come i paesi che si preparano all'ingresso nell'UE, il Nord Africa, il Medio Oriente, i Balcani e l'ex Unione Sovietica.
L'ETF mette a disposizione di questi paesi intuito, abilità ed esperienza nella formazione di persone per i nuovi posti di lavoro e nello sviluppo di programmi di apprendimento permanente.
Essa collabora strettamente con la sua agenzia sorella, il Centro europeo per lo sviluppo della formazione professionale (CEDEFOP) di Salonicco, che ha un mandato in materia d'istruzione e formazione professionale all'interno degli Stati membri dell'UE.
Conta circa 150 dipendenti, che rappresentano la maggior parte degli Stati membri dell'UE ed alcuni non UE dei paesi partner. Il primo direttore è stato l'olandese Peter de Rooij (1994-2004), poi seguito dal britannico Muriel Dunbar (2004-2009), dal rumeno Madlen Serban (2009-2017) e dall'italiano Cesare Onestini (2017-2021); dal 2022 lo spagnolo Xavier Matheu ha assunto l'interim della direzione.

## Sede
La sede dell'ETF è a Villa Gualino, in viale Settimio Severo n. 65, 10133 Torino.